# Pierre de Bérulle

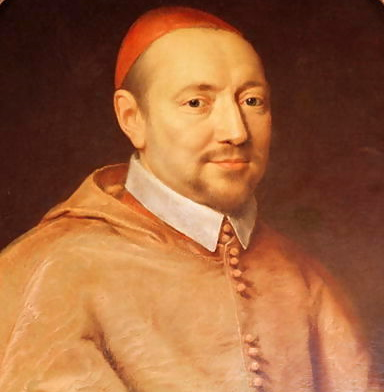
Pierre de Bérulle als Kardinal (ca. 1627)

Kardinalswappen (Schema)

Pierre de Bérulle (* 4. Februar 1575 im Schloss Cérilly bei Troyes, Département Aube; † 2. Oktober 1629 in Paris) war ein französischer Theologe, Kardinal und erster Generalsuperior des Französischen Oratoriums.

## Leben
Pierre de Bérulle studierte im jesuitischen Collège de Clermont, begann 1595 mit dem Studium an der Sorbonne in Paris und wurde 1599 zum Priester geweiht. Die Exerzitien im Jahr 1602 bei den Jesuiten waren entscheidend für sein Leben. Er unterstützte Kardinal Duperron bei dessen öffentlichen Streitgesprächen mit dem Protestanten Philippe de Mornay und wurde ein Führer der Gegenreformation in Frankreich.
Er führte 1604 zusammen mit Barbe Acarie die Unbeschuhten Karmelitinnen in Frankreich ein und stiftete 1611 in Paris nach dem Vorbild Filippo Neris das Französische Oratorium (Congregatio Oratorii Jesu et Mariae Immaculatae), eine Kongregation von Weltpriestern zur Pflege der Seelsorge und Wissenschaft. 1613 wurde es als „Oratorium unseres Herrn Jesus Christus“ päpstlich bestätigt. Mit seiner christozentrischen, asketischen und mystischen Theologie legte er den Grundstein für die École française de spiritualité (deutsch: „Französische Schule der Spiritualität“). Im Mittelpunkt seines aszetischen Weges stand die Betrachtung der Menschwerdung Gottes. Papst Urban VIII. nannte ihn bei der Erhebung zum Kardinal am 30. August 1627 Apostulus Verbi Incarnati. Durch seine École française de Spiritualité übte er einen kaum zu überblickenden Einfluss auf den französischen Klerus der folgenden Jahrhunderte aus. Zu seinen Schülern können Vinzenz von Paul, Jean Eudes, Louis-Marie Grignion de Montfort, Charles de Condren, Jean-Jacques Olier und andere gezählt werden.
Im Auftrag des französischen Hofes war er auch politisch tätig. 1625 bemühte er sich, die Heirat von Henriette de France mit dem englischen König Charles I. dafür zu nutzen, um die durch mehrere Gesetze („Act of Uniformity“ von 1558, „Popish Recusants Act“ nach dem Gunpowder Plot 1605 und andere) verfügte Unterdrückung der Katholiken in England zu lindern. Am 30. August 1627 wurde er Kardinal und 1628 Präsident des Staatsrats. Er versuchte eine Vereinigung der katholischen Kräfte in Frankreich, scheiterte aber an seinem Gegner, Kardinal Richelieu.

## Schriften (Auswahl)
- Oeuvres complètes / Pierre de Bérulle. Oratoire de Jésus, Paris / Les Éditions du Cerf, Paris 1994ff.
- Traité des énergumènes. Troyes 1599.
- Discours de l’état et des grandeurs de Jésus. Paris 1623.
- Correspondance. 3 Bände. J. Dagens, Paris 1937–1939.
- Linus Bopp (Hrsg.): Denkschrift zur Seelenführung. 1957.
- Rudolf Graber (Hrsg.): Unsere Liebe Frau in der Kindheit Jesu (= Kleine marianische Bücherei. Heft 6). Schöningh, Paderborn 1957.